# Resident Evil 3: Nemesis
Resident Evil 3: Nemesis (укр. Оселя зла 3: Немезис, яп. バイオハザード3 ラストエスケープ) — третя відеогра серії Resident Evil, випущена 22 вересня 1999 на PlayStation, через рік після випуску Resident Evil 2. Пізніше вона була перевидана на Sega Dreamcast і ПК, а ще пізніше, у 2003 році, на платформі Nintendo GameCube.
Події гри починаються за день до Resident Evil 2, розкриваючи невідомі події в Раккун-Сіті. Джилл Валентайн не встигає покинути місто, яке наповнюють породжені вірусом зомбі й чудовиська. Вона шукає спосіб вибратися звідти самотужки, в той час як її береться переслідувати невідоме досі творіння корпорації Umbrella — Немезис.

## Ігровий процес
Resident Evil 3 має ті ж основи ігрового процесу, що й попередні ігри серії Resident Evil, але більш орієнтована на стрілянину, ніж на виживання. Як і раніше, світ зображається наперед намальованими фонами, на яких переміщуються тривимірні моделі керованого гравцем персонажа і ворогів. Кількість ворогів зросла, а кількість сюжетних ліній зменшилася до однієї — за Джилл, з епізодом за нового героя Карлоса. При цьому сюжет урізноманітнився розвилками, де гравцеві пропонується вибрати один з варіантів розвитку подій кількох подальших хвилин.
У цій грі з'явилася можливість ухилятися від ворожих атак, різко розвертати персонажа на 180°, за замовчуванням користуватися автоматичним прицілюванням. Оточення набуло певної інтерактивності — стало можливим підривати бочки з пальним, розкидані місцевістю, щоб вразити зомбі. Розташування багатьох предметів стало випадковим для кожного нового проходження гри. Також урізноманітнилися головоломки — їхні вирішення щоразу інакші. Додалася функція майстрування амуніції зі знайдених складових, наприклад, нових видів боєприпасів.
Особливістю всього сюжету є наявність Немезиса — чудовиська, котре постійно переслідує Джилл Валентайн. Його не зупиняють ні закриті двері, ні постріли — згодом Немезис підводиться і продовжує погоню. З часом цей ворог стає сильнішим, отримує нові прийоми атак. Після завершення гри, в головному меню, стає доступною мінігра The Mercenaries — Operation: Mad Jackal. В ній гравець обирає одного з трьох персонажів — Карлоса, Міхаїла або Ніколая, в кожного з яких є свій набір зброї та медикаментів. Мета мініігри — борючись з ворогами, дістатися від канатного трамвая, тимчасової дислокації найманців, до офісу товарного складу і там знешкодити вибухівку. За ухиляння від ворогів і їх знищення, особливо кількох підряд, отримується додатковий час. Крім того, в мінігрі є шість секретних локацій, відвідування яких також збільшує час, а за звільнення заручників можна отримати додаткові патрони і медикаменти.

## Персонажі

### Головні герої
- Джилл Валентайн (англ. Jill Valentine) — член розформованого підрозділу S.T.A.R.S.. Єдина мета Джилл — врятуватися з помираючого міста.
- Карлос Оливейра (англ. Carlos Oliveira) — капрал підрозділу UBCS. Карлос супроводжує Джилл, допомагає їй втекти з міста і намагається врятуватися сам.
- Ніколай Гіноваєв (англ. Nicholai Ginovaef) — незворушний сержант підрозділу UBCS. Його секретна мета — отримати зразок T-вірусу, зібрати інформацію про ефективність творінь корпорації Umbrella і знищити усіх, хто стане у нього на шляху.
- Немезис (англ. Nemesis-T02, буквально Немезида, Відплата) — експериментальна істота типу Тиран, найдосконаліша біологічна зброя корпорації Umbrella. Відправлений до Раккун-Сіті для знищення бійців підрозділу S.T.A.R.S., яким відомо про злочини корпорації.

### Другорядні герої
- Баррі Бьортон (англ. Barry Burton) — боєць підрозділу S.T.A.R.S., який розшукує Джилл.
- Тірел Патрік (англ. Tyrell Patrick) — член UBCS, вбитий Ніколаєм.
- Даріо Россо (англ. Dario Rosso) — наляканий продавець, який все життя мріяв стати письменником, втративший усю свою сім'ю через зомбі. Він вирішив забарикодуватися у контейнері, замість того, щоб спробувати втекти разом з Джилл.
- Мерфі Сікер (англ. Murphy Seeker) — солдат UBCS, який перетворився на зомбі.
- Бред Вікерс (англ. Brad Vickers) — колишній солдат армії СРСР і колега Джилл у S.T.A.R.S.. Він попереджає Джилл про Немезиса.
- Міхаїл Віктор (англ. Mikhail Victor) — лейтенант UBCS. Він супроводжує Карлоса і Ніколая, допомагаючи їм втекти.

## Сюжет
28 вересня 1998 року член поліцейського загону S.T.A.R.S. Джилл Валентайн намагається покинути Раккун-Сіті, місто, де стався витік Т-вірусу. Епідемія обертає людей і тварин на агресивних потвор і Джилл вирушає до місця своєї колишньої роботи — поліцейського управління. Там вона зустрічає свого колегу — пілота S.T.A.R.S. Бреда Вікерса. Та Вікерса несподівано вбиває чудовисько Немезис, творіння корпорації Umbrella. В Umbrella вважають, що поліцейським зі S.T.A.R.S. відома правда про діяльність корпорації в Арклейських лісах (події Resident Evil) і Немезис повинен винищити всіх, хто знає про це. Джилл зустрічає солдатів служби з протидії біологічному зараженню корпорації U.B.C.S. — Карлоса Олівейра, Міхаїла Воррена і Ніколая Зінов'єва. Разом з ними Джилл дістається до трамваю, яким сподівається вибратися з Раккун-Сіті. Проте її з новими напарниками оточують зомбі, а потім на заваді стає велетенський черв. Поборовши їх усіх, Джилл сідає в трамвай і покидає заражений район. Дорогою Ніколай пропадає, а Немезис здійнсює новий папад. Міхаїл жертвує собою задля порятунку інших, а Джилл і Карлос потрапляють в аварію, так і не вибравшись з Раккун-Сіті.
Джилл з Карлосом знаходять один одного в запланованій точці евакуації — каплиці. Джилл дає сигнал вертольоту, б'ючи в дзвони, але Немезис збиває його. Джилл вдається подолати чудовисько, проте в ході цього вона заражається. Її, ослаблену і непритомну, знаходить Карлос. Він доставляє Джилл у безпечне місце в каплиці, а сам вирушає до розташованої неподалік лікарні на пошуки вакцини. Тим часом починаються події Resident Evil 2 — поліцейський Леон і студентка Клер намагаються втекти з міста.
У лікарні Карлос зустрічає Ніколая. Той відкриває йому секрет: насправді його завдання — зібрати інформацію про здатність солдатів протистояти біологічній зброї. У лікарні також переховується поранений солдат U.B.C.S. Тайрелл Патрік, який підриває себе разом зі зрадником Ніколаєм. Однак, Ніколаю вдається в останній момент вистрибнути у вікно. Він заміновує будівлю, поставивши бомби з годинниковим механізмом. Карлос знаходить вакцину і встигає покинути будівлю до її руйнування. Тікаючи від Немезиса, він повертається до каплиці, лікує Джилл і попереджає про зрадника, після чого мусить покинути її. Джилл пробирається в парк, де виявляє будиночок охорони з таємним опорним пунктом Ніколая і записами корпорації Umbrella. Туди ж прибуває Ніколай, який розповідає Джилл про свою місію, після чого намагається вбити її, але тій вдається втекти, зустрічаючи нових чудовиськ.
Опинившись на покинутій фабриці корпорації Umbrella, Джилл знову зустрічає Карлоса, який розповідає їй, що невдовзі Раккун-Сіті буде знищено ядерним ударом. Уряд США ухвалив рішення про такий захід, оскільки інші способи зупинити поширення вірусу не дали значних результатів. Герої розділяються і Джилл знову зустрічає Ніколая. Той вихваляється, що його завдання виконане і тепер його чекає величезна нагорода. Тут існує значна розвилка ходу подій: його або вб'є Немезис, або Ніколай викраде вертоліт, на якому успішно втече чи буде збитий.
Лунає оповіщення системи безпеки фабрики, яке попереджає про наближення ракети з ядерною боєголовкою. До удару лишається п'ятнадцять хвилин. Перед Джилл постає посилений Немезис, але його вдається подолати пострілом з експериментальної рейкової гармати. Джилл може добити Немезиса або залишити його помирати (якщо гравець довго роздумує, Немезис уб'є Джилл). Карлос разом з Джилл знаходять вертоліт, або прилітає Баррі Бертон і вчасно рятує їх. Ракета влучає у Раккун-Сіті, знищуючи його разом із зомбі та доказами злочинів Umbrella.